# Franz Haunschmidt
Franz Haunschmidt (* 5. Juni 1902 in Sandl; † 26. Mai 1975 in Linz) war ein österreichischer Politiker (ÖVP) und Kaufmann. Er war von 1945 bis 1962 Abgeordneter zum Nationalrat.

## Leben
Haunschmidt besuchte nach der Volksschule die Bürger- und Handelsschule und arbeitete ab 1933 als Kaufmann in Freistadt, wobei er in diesem Jahr die Großhandlung Anton Müller übernahm. Er war als Obmann-Stellvertreter der Bundeskammer der Gewerblichen Wirtschaft aktiv und engagierte sich als Vizepräsident der Vereinigung Österreichischer Zuckergroßhändler. Zudem wirkte er als Obmann der Braucommune Freistadt und war Aufsichtsratsvorsitzender der Volksbank Freistadt sowie Aufsichtsratsmitglied der Pensionsversicherungsanstalt der Gewerblichen Wirtschaft im Überwachungsausschuss und Aufsichtsratsmitglied der Wohnungsfreunde in Linz. Er wirkte zwischen dem 8. Mai 1945 und dem 25. November 1945 als Bürgermeister von Freistadt und vertrat die ÖVP zwischen dem 19. Dezember 1945 und dem 14. Dezember 1962 im Nationalrat.

## Privates
Haunschmidt war verheiratet und Vater von drei Kindern.

## Auszeichnungen
- 1957: Großes Ehrenzeichen für Verdienste um die Republik Österreich[1]
- Goldenes Ehrenzeichen des Österreichischen Genossenschaftsverbandes
- Julius-Raab-Ehrenmedaille des Österreichischen Wirtschaftsbundes
- Silberne Ehrenmedaille der Kammer der gewerblichen Wirtschaft